# Zoltán Miklós
Zoltán Miklós (n. 16 august 1975, Sfântu Gheorghe, Covasna, România) este un deputat român, ales în 2020 și în 2024 din partea UDMR.